# تحصیل وزیرآباد

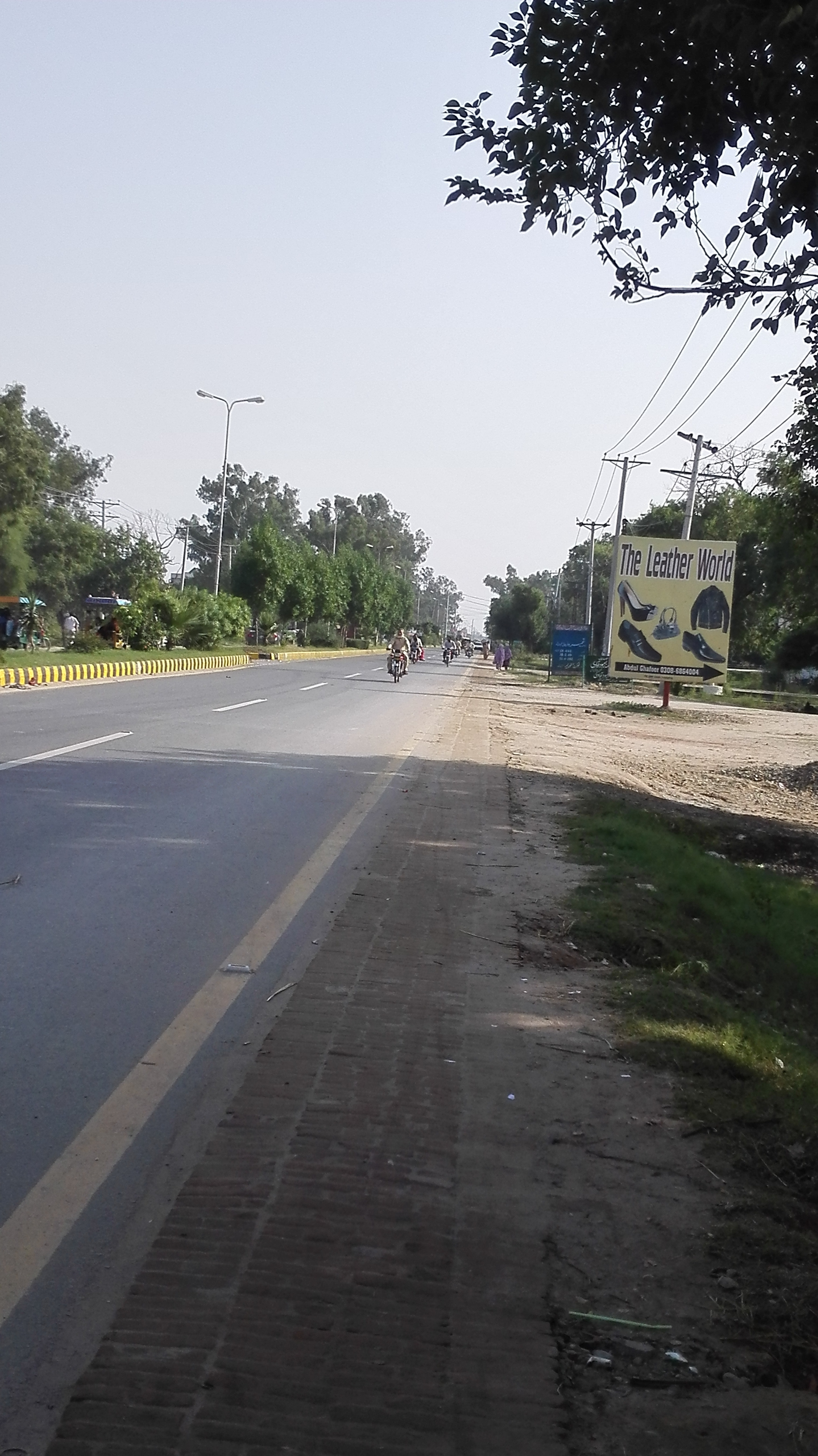
الله آباد، وزیرآباد، پاکستان

تحصیل وزیرآباد (به انگلیسی: Wazirabad Tehsil) یک تحصیل در پاکستان است که در پنجاب واقع شده‌است.